# Rillenhornstrahler

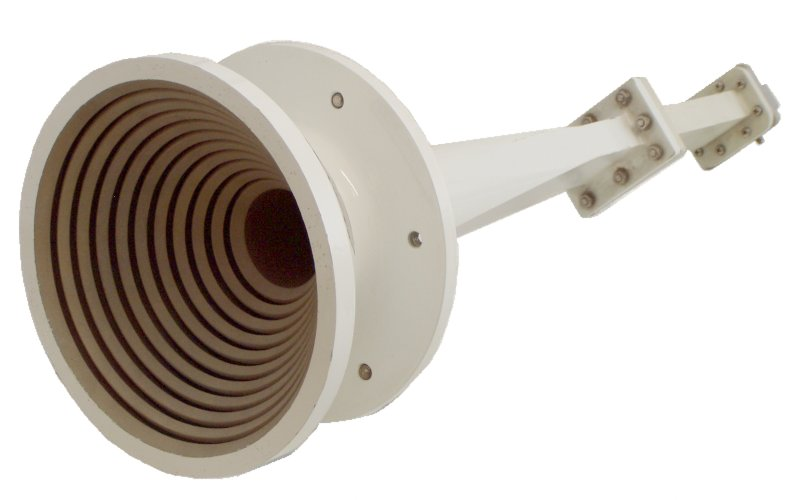
Rillenhornstrahler für 3,7 – 6 GHz mit einem Übergang auf Koaxialkabel mit SMA-Anschluss

Rillenhornstrahler sind konische Hornstrahler mit einer geriffelten Oberfläche im Bereich der Apertur.
In einer breiten Bauform haben die Rillenhornstrahler einen nahezu konstanten und gleichförmigen Abstrahlwinkel sowohl in der E- als auch in der H-Ebene. Die Abstrahlwinkel können hierbei zwischen 20° und 70° liegen. Besondere Merkmale dieser Antenne sind die hohe Nebenkeulendämpfung und die geringen internen Verluste.
Eine schmale Bauform bewirkt eine frequenzabhängige und ebenfalls in E- und H-Ebene gleichförmige Abstrahlcharakteristik. Die Bandbreite dieser Antenne beträgt eine Oktave. Abstrahlwinkel von 7° bis 40° können realisiert werden.
Auf Grund der Rotationssymmetrie lassen sich diese Hornstrahler für alle Polarisationsarten herstellen. Deshalb werden sie bevorzugt am LNB, einem Bauteil für den Satellitenempfang, verwendet.

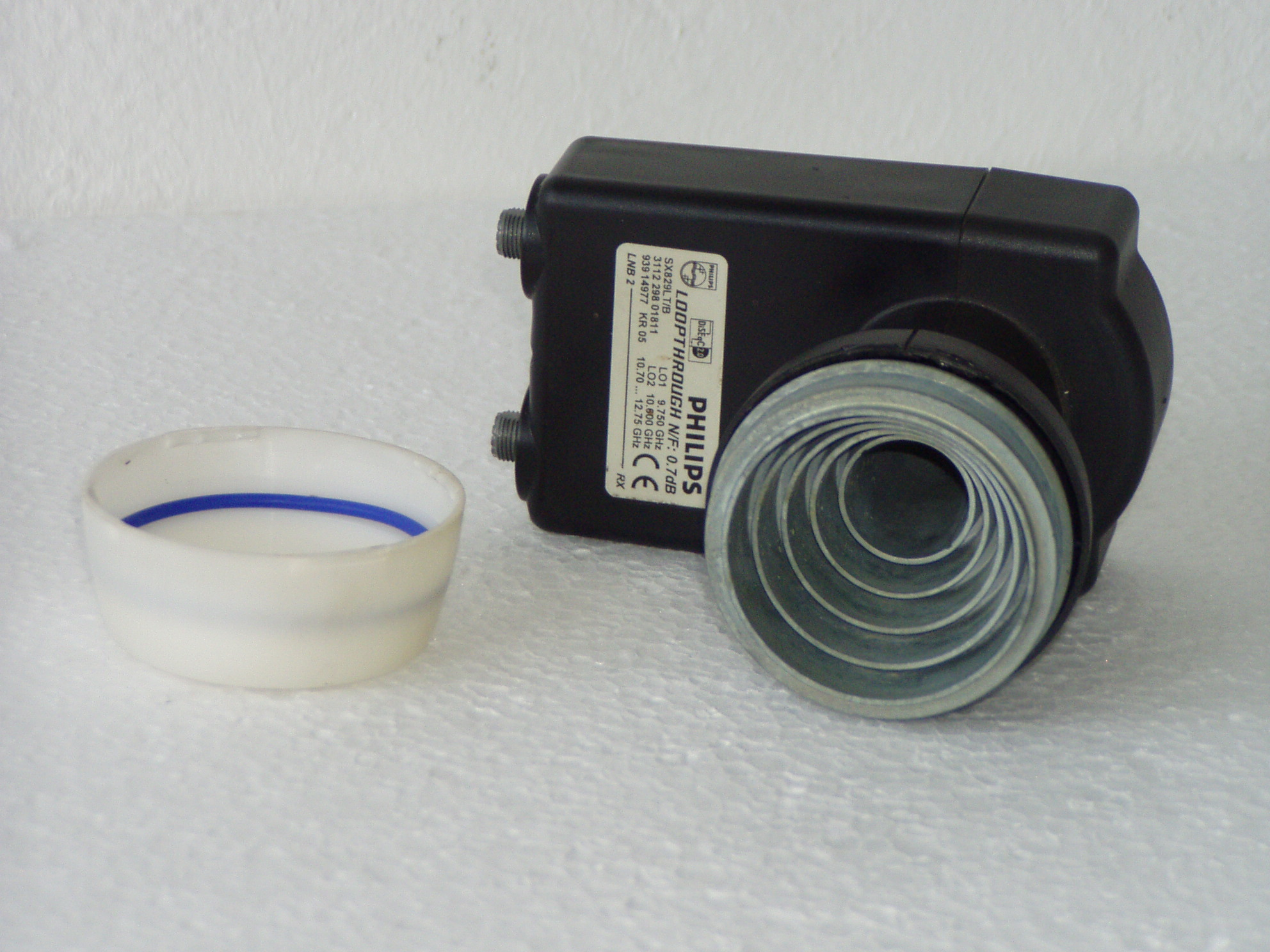
An den LNBs von Satellitenempfangsanlagen sind meist Rillenhornstrahler angebracht.
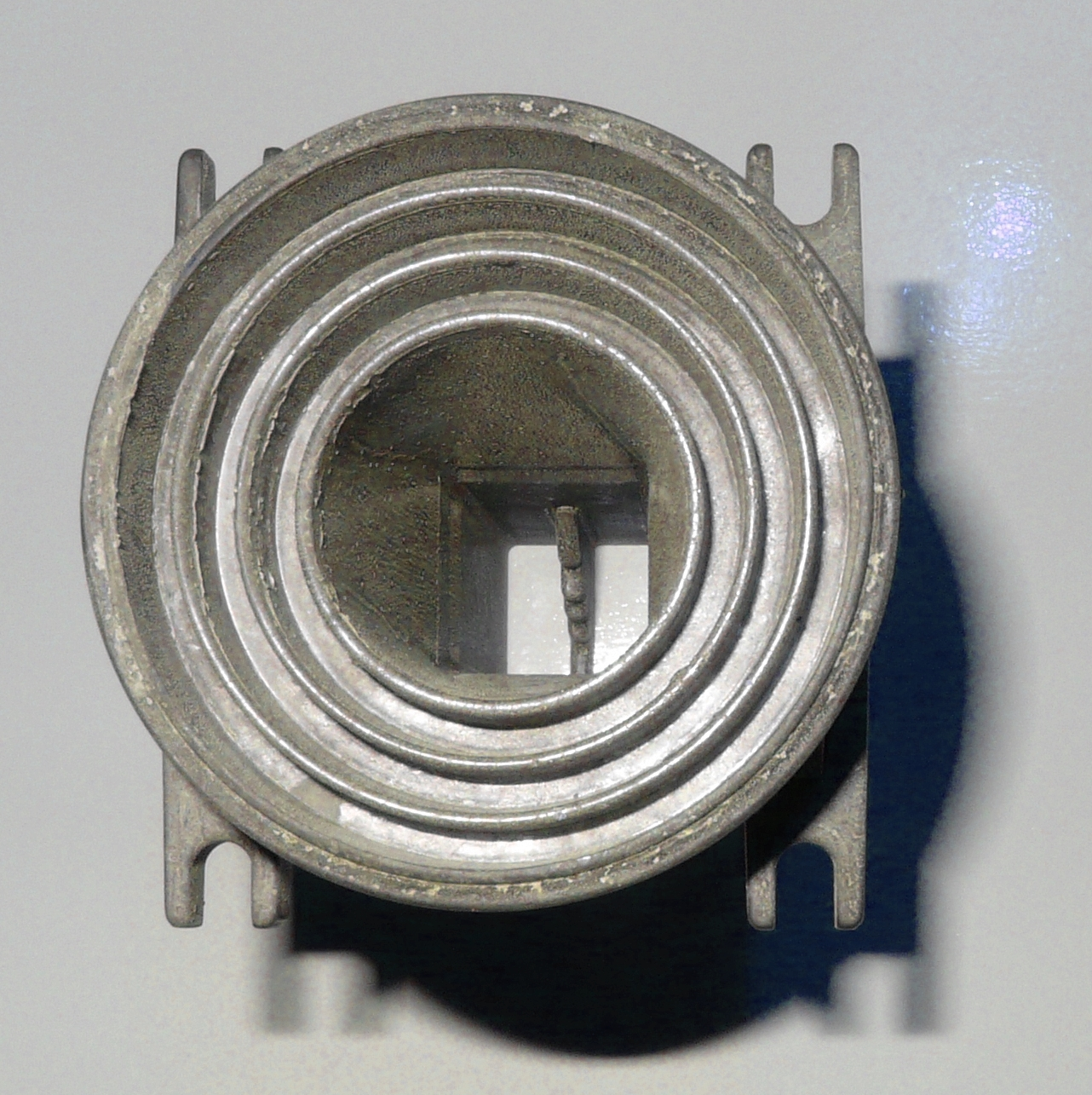
Rillenhornstrahler mit integrierter zirkularer Polarisationsweiche, Kathrein UAS 52 (TV-SAT 1987)
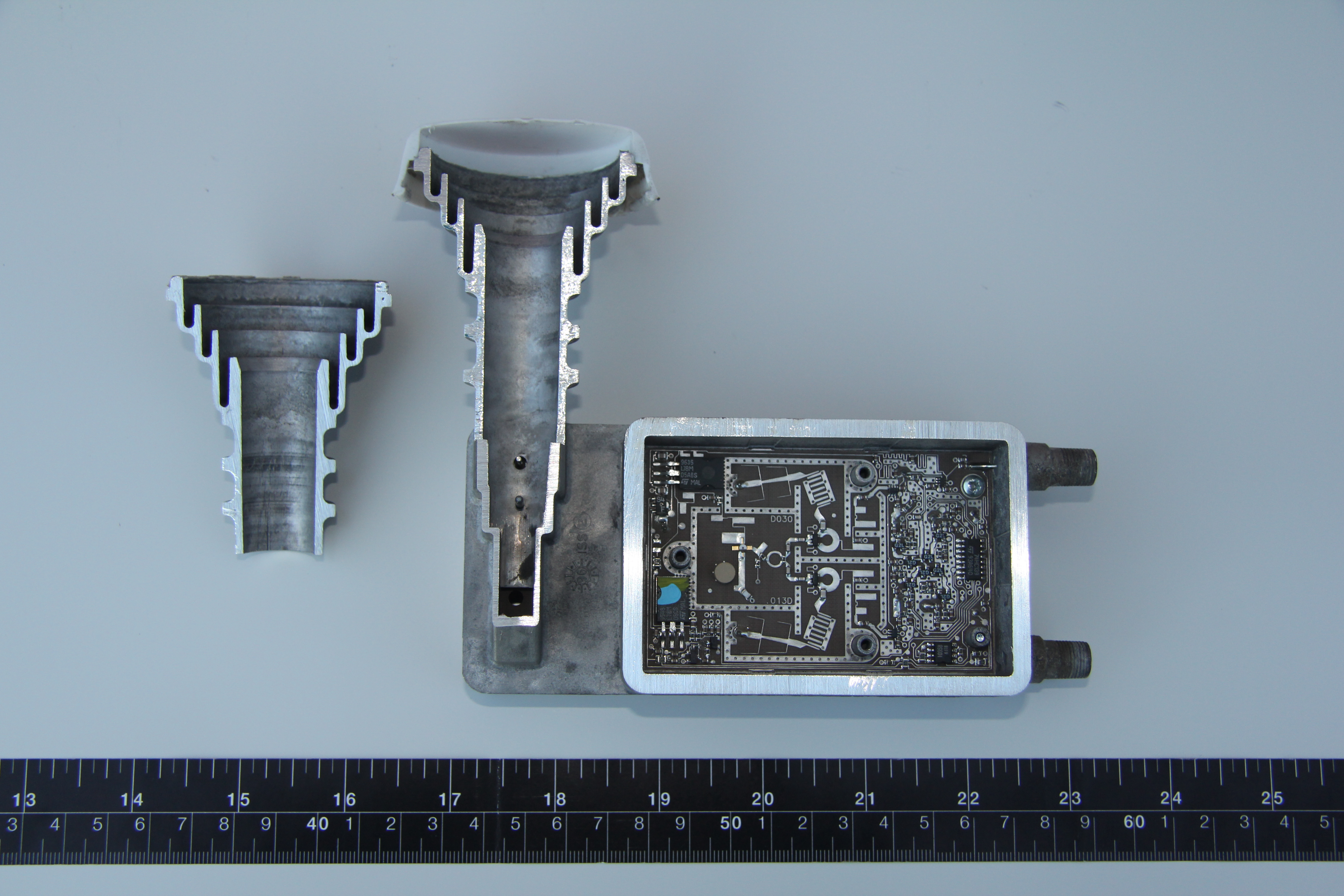
Schnitt durch einen LNB mit Rillenhornstrahler.